# 동물원 (밴드)
동물원은 대한민국의 음악 그룹이다.
대중적인 인기를 얻었지만 구성원 모두가 음악과 관련된, 혹은 음악과 관계없는 다른 직업을 갖고 있는 것으로도 많이 알려져 있다.
고등학교 친구들, 대학 동기들이 취미로 음악을 만들어 연주하기 시작한 것이 동물원의 출발점이 되었다. 1987년에 산울림의 김창완이 본인의 음반및 기획사를 만들어서 그 첫번째 기획으로 1988년에 동물원 음반을 제작하였다. 동물원 1집 음반에서 "거리에서", "변해가네", "말하지 못한 내사랑"등이 히트하며 100만장 이상 판매하는 성공을 거두었다. 같은 해인 1988년에 동물원 2집 앨범을 발표하여 "흐린가을 하늘에 편지를 써", "혜화동", "별빛 가득한 이 밤에"이 히트하여 연속적이고 대중들에게 인상적인 성공을 거두었다. 
이후 김창완은 자신이 만들었던 음반, 기획사인 <Time Recording>을 매도하고 이후 동물원도 소속사 없이 활동하였다. 
동물원 1집, 2집의 연이은 성공에도 불구하고 동물원 멤버들은 김광석과 이성우를 제외하고는 모두 취업 전선에 뛰어 들었다. 이후 김광석과 이성우는 <Time Recording>에서 솔로 앨범을 출시하였다.
"거리에서"와 "흐린 가을 하늘의 편지를 써"를 불렀던 김광석은 동물원 멤버와 자신이 음악을 대하는 방법에 차이를 인지하고 2집 발표이후 솔로로 활동하면서 동물원 활동을 병행하는 방법을 모색하였다. 
하지만 동물원의 음악의 진정성이 없어 독립한 것은 아니었다. 실질적인 탈퇴는 2집 이후이지만 3집에 어쿠스틱 기타로 참여하였고, 4집에서는 코러스, 5-2집에서는 '이젠 떠나가세요'라는 곡을 부름으로서 자신이 동물원과 함께하고자 하는 마음을 표현하였다.
김광석이 솔로로 활동을 시작한 이후 동물원은 1990년에 김창기, 박경찬, 박기영, 유준열 4인의 멤버로 동물원 3집을 발표하여 "시청앞 지하철 역에서"를 히트 시키며 김광석 없이 건재할 수 있음을 보여주었다. 
동물원과 김광석의 히트곡을 담당했던 김창기는 김광석의 탈퇴 이후 3집부터 보컬에 대한 입지가 높아졌다가 동물원 7집을 발표한 이후, 같은 대학 의대 선배이자 1980년 대학가요제에서 '꿈의 대화'를 발표한 이범용과 '창고'라는 프로젝트그룹으로 앨범을 낸 이후 솔로로 활동하기도 하였으며 현재는 개인병원(정신과)을 운영하고 있다.
기타를 맡던 이성우도 독립하여 전문 음악인이 되었다. 박기영은 앨범활동을 꾸준히 하다가 현재는 가톨릭관동대학교 실용음악학과에서 주임교수로 일하다가 2019년부터 홍익대학교 실용음악과에서 주임교수로 이적하였다.

## 구성원
- 배영길 (노래, 기타, 작사, 작곡, 편곡)
- 박기영 (노래, 건반, 작사, 작곡, 편곡)
- 유준열 (노래, 기타, 작사, 작곡, 편곡)

### 이전 구성원
- 김창기
- 김광석
- 박경찬
- 최형규
- 이성우

## 현재
동물원 7집까지는 김창기, 박경찬, 박기영, 배영길, 유준열로 활동하였다.
동물원 8집부터 박기영, 배영길, 유준열로 현재까지 활동중이다.
2007년, 동물원의 노래를 가지고 이야기를 전개하는 뮤지컬 《동물원》에 실제 동물원 구성원들이 음악감독으로 참여한 바 있다.
2017년 동물원 노래로 진행하는 뮤지컬 《그 여름 동물원》에서 박기영교수가 음악감독으로 참여하였다.

## 음반
2007년 경향신문사와 가슴네트워크가 선정한 '한국대중음악 100대 명반'에 1집이 21위에, 2집이 43위에 올랐다.
- 9집 - 2003년 - 동물원의 아홉 번째 발자국 : 우리가 지금보다는 조금 더 수줍던 날의 이야기들
- 8집 - 2001년 - 동화
- 7집 - 1997년 - 동물원 일곱 번째
- 6집 - 1995년 - 동물원 6
- 5집 - 1993년 - 동물원 5-1, 동물원 5-2
- 4집 - 1991년 - 동물원 네 번째 노래모음
- 3집 - 1990년 - 동물원 세 번째 노래모음
- 2집 - 1988년 -  두 번째 노래모음
- 1집 - 1988년 - 동물원 1집